# Catharina Schneider

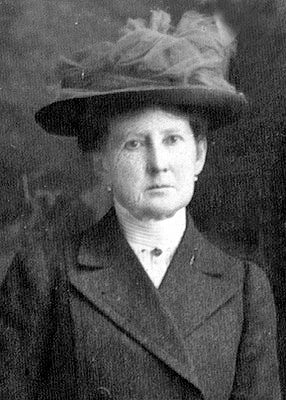
Catharina Schneider

Henrietta Catharina Luisa Adolfowna Schneider (russisch Екатерина Адольфовна Шнейдер; * 8. Januarjul. / 20. Januar 1856greg. in St. Petersburg; † 4. September 1918 in Perm) war eine russische Russisch-Lehrerin der Romanow-Familie.

## Leben
Schneider, Tochter des Hofrats Adolf Schneider deutsch-baltischer Herkunft und seiner Frau Maria Luisa geborene Swanberg und Nichte des Leibgarde-Arztes Gustav-Friedrich Hirsch, war in der St. Petersburger Lutherischen Katharinenkirche (neben der Katharinenschule) getauft worden. Sie besuchte das Liteinaja-Mädchengymnasium, das erste Gymnasium für Mädchen aller Stände in St. Petersburg, mit Abschluss 1875. Anschließend absolvierte sie die zusätzlichen Pädagogik-Kurse dieses Gymnasiums, worauf sie 1880 die Zulassung als Hauslehrerin vom Volksbildungsministerium erhielt.
Ab dem Sommer 1880 erteilte Schneider Privatunterricht. Am 1. Januar 1881 wurde sie Hauslehrerin des Sohns des Hofrats P. M. Michailow. Im August dieses Jahres bewarb sie sich am Moskauer Nikolai-Waisinnenhaus und erhielt eine Stelle als Klassenlehrerin.
Schneider wurde dank der Empfehlung ihres Onkels 1884 Russisch-Lehrerin der Großfürstin Jelisaweta Fjodorowna, ältere Schwester der Prinzessin Alix von Hessen-Darmstadt. Nach der Verlobung des Thronfolgers Nikolai Alexandrowitsch mit Prinzessin Alix 1894 wurde Schneider nach London gerufen, um der Prinzessin Russisch-Unterricht zu geben. Sie wurde die Freundin der Prinzessin und späteren Kaiserin und wohnte im Winterpalast in St. Petersburg und später im Alexanderpalast in Zarskoje Selo. Als ihre Dienste nicht mehr benötigt wurden, erhielt sie 1904 die Stelle einer Hof-Lektrissa.
Als nach der Februarrevolution 1917 die kaiserliche Familie verhaftet und nach Tobolsk verbannt wurde, begleitete sie Schneider. Nach der Oktoberrevolution wurde die kaiserliche Familie nach Jekaterinburg gebracht, wo dann Schneider selbst verhaftet wurde. Nach der Ermordung der Kaiserfamilie wurde Schneider mit dem verbliebenen Dienstpersonal von den örtlichen Tschekisten in das Gefängnis von Perm gebracht. In der Nacht vom 3. zum 4. September 1918 gehörte Schneider zu einer Gruppe von 6 Frauen und 5 Männern, die von Tschekisten aus dem Gefängnis geholt und außerhalb von Perm am Sibirischen Trakt erschossen wurde.
Als während des Bürgerkriegs die Koltschak-Armee die Rote Armee zurückdrängte, wurde Schneiders Leiche russisch-orthodox bestattet. Das Grab wurde später nicht erhalten.
Zusammen mit anderen Bediensteten der kaiserlichen Familie, die sie nicht verlassen hatten, wurde die lutherische Schneider 1981 von der Russischen Orthodoxen Kirche im Ausland in New York City heiliggesprochen. 2009 rehabilitierte die Generalstaatsanwaltschaft der Russischen Föderation 52 Vertraute der kaiserlichen Familie, die Repressionen erlitten hatten, darunter auch Schneider. Auf Initiative von Gemeindemitgliedern verschiedener Kirchen in Perm wurde 2012 mit dem Segen des Metropoliten Mefodi (Nemzow) ein Kreuz an der Stelle des Grabes Schneiders errichtet.